# شهرستان داگلاس (نوادا)
شهرستان داگلاس یکی از شهرستان‌های ایالت نوادا در امریکاست. جمعیت این شهرستان حدود ۴۷۰۰۰ نفر بوده و مساحتش ۱.۹۱۱ کیلومترمربع است.

## پیوند
- وب‌گاه رسمی